# Austronevra irwini
Austronevra irwini är en tvåvingeart som beskrevs av Allen L.Norrbom och David L. Hancock 2004. Austronevra irwini ingår i släktet Austronevra och familjen borrflugor.
Artens utbredningsområde är Nya Kaledonien. Inga underarter finns listade.